# 岸翔真
岸 翔真（きし しょうま、1994年4月12日 - ）は、日本の俳優。東映アカデミー所属。身長151cm。東京都出身。牡羊座。

## 出演作品

### テレビ
- ディロン〜運命の犬 - 椎野拓海 役
- おいしかったんだ。横浜の水道水
- 女王の教室スペシャル
- 犯人よ、話してくれてありがとう

### 映画
- デビルマン

### CM
- タカラトミー・ウズマジン
- ミスタードーナツ
- コロナ（ラジオのみ）
- 湖池屋・ポテトチップス

### 舞台
- 男を金にする女 - 正太 役
- あぁ離婚

### VP
- 警視庁
- リピートの取れるリフォーム工事の極意

### その他
- 公文式